# چرمنو (استان لوبلین)
چرمنو (به لهستانی:  Czermno) یک روستا در لهستان است که در گمینا تشووتسه واقع شده‌است.